# Terres de l'Ebre (novel·la)
Terres de l'Ebre és una novel·la de Sebastià Juan i Arbó, publicada el 1932.
Aquesta novel·la s’integra en una trilogia que també inclou Camins de nit (1935) i Tino Costa (1947), mitjançant la qual l'autor construeix un fresc captivador de la vida pagesa a la ribera de l'Ebre. La seva publicació tingué un impacte profund i consagrà l’autor com un dels grans novel·listes del panorama literari català.